# Олга Довгун
Олга Довгун (каз. Ольга Довгун; Шимкент, 1. септембар 1970) је члан казахстанске репрезентације у стрељаштву. Чланица је Динама из Алма Ате. Клупски тренер јој је Јуриј Мелстов, а репрезентативни Галина Корчма. До 1990. у јуниорској конкуренцији такмичила се као чланица СССР. Удата је за Виталија Довгуна, такође казахстанског репрезентативца у стрељаштву. Има двоје деце.

## Спортска биографија

### Јуниорска конкуренција
Олга Догвун се почела бавити стрељаштвом у четрнаестој години, од 1987 учествује на међународним такмичењима. Као јуниорка (СССР) освајала је медаље у свим дисциплинама. На Европском првенству за у гађању МК оружјем 1988. у финском Јоенсуу у јуниорској конкуренцији освојила је 2 бронзане медаље у дисциплинама STR60P и STR3Х20. Исте године била је другопласирана на Европском првенству у гађању ваздушним оружјем у Ставангеру у дисцилпини AR40. Најбољи резултат у јуниорској конкуренцији је направила 1990. у Зеници (СФРЈ), када је постала светска првакиња у дисциплини STR3Х20, поставиши светски јуниорски рекорд од 579 кругова.

### Сениорска конкуренција
Летње олимпијске игре
Олга Догвун је учествовала четири пута на олимпијским играма и постигла следеће резултате:
| ЛОИ          | Дисциплина | Квалификације | Финале            | Укупно | Пласман | Белешка |
| ------------ | ---------- | ------------- | ----------------- | ------ | ------- | ------- |
| Сиднеј 2000. | AR40       | 391           | Није се пласирала | 391    | 20      |         |
| Сиднеј 2000. | STR3Х20    | 583           | 91,2              | 674,2  | 7       |         |
| Атина 2004.  | AR40       | 395           | Није се пласирала | 395    | 12      |         |
| Атина 2004.  | STR3Х20    | 588           | 96,9              | 684,9  | 4       |         |
| Пекинг 2008. | AR40       | 397           | 101,1             | 498,1  | 6       |         |
| Пекинг 2008. | STR3Х20    | 588           | 98,3              | 686,3  | 6       |         |
| Лондон 2012. | AR40       | 394           | Није се пласирала | 394    | 22      |         |
| Лондон 2012. | STR3Х20    | 578           | Није се пласирала | 578    | 24      |         |

## Светско првенство у стрељаштву
Олга Довгун је највише успеха имала на светским првенствима, где је два пута била светски првак и оба пута је изједначила светски рекорд. Укупно је освојила 5 медаља,
| СП              | Дисциплина | Квалификације  | Финале            | Укупно | Пласман | Белешка |
| --------------- | ---------- | -------------- | ----------------- | ------ | ------- | ------- |
| Барселона 2000. | STR3Х20    | 582            | Није се пласирала | 582    | 47      |         |
| Барселона 2000. | AR40       | 387            | Није се пласирала | 387    | 51      |         |
| Минхен 1999.    | STR3Х20    | 577            | 99                | 676    | 4       |         |
| Минхен 2000.    | STR3Х20    | 581            | 99,9              | 680,9  | 4       |         |
| Лахти 2002.     | AR40       | 388            | Није се пласирала | 388    | 68      |         |
| Лахти 2002.     | STR3Х20    | 574            | 96,7              | 670,7  | 5       |         |
| Лахти 2002.     | STR60P     | 597            |                   | 597    |         | =СР     |
| Милано 2003.    | STR3Х20    | 578            | 94,7              | 672,9  | 4       |         |
| Минхен 2005.    | STR3Х20    | 580 98.1 678.1 | 98,1              | 678,1  | 7       |         |
| Загреб 2006.    | STR60P     | 597            |                   | 597    |         | =СР     |
| Загреб 2006.    | STR3Х20    | 585            | 94,6              | 679,6  | 5       |         |
| Загреб 2006.    | AR40       | 398            | 102,9             | 500,9  |         |         |
| Бангкок 2007.   | STR3Х20    | 573            | 98,2              | 671,2  | 6       |         |
| Бангкок 2007.   | AR40       | 397            | 103,3             | 500,3  | 4       |         |
| Бангкок 2008.   | STR3Х20    | 589            | 99,3              | 688,3  |         |         |
| Бангкок 2008.   | AR40       | 395            | 101,9             | 496,9  | 8       |         |
| Минхен 2010.    | STR60P     | 596            |                   | 596    |         |         |
| Минхен 2010.    | STR3Х20    | 585            | 90,7              | 675,7  | 8       |         |
| Минхен 2010.    | AR40       | 395            |                   | 395    | 27      |         |

## Светски куп
На такмичењима Олга Довгун је освајала медаље на следећим такмичењима:
STR3Х20
Прво место
- 2000. Атланта, 586, 97,6, 683,6
- 2003.  , 584, 99, 683
- 2007. Сиднеј,	589, 100,1, 689,1
- 2010- Београд, 589, 94,8, 683,8

Друго место
- 1999 Милано, 	583, 96,7, 679,7

Треће место
- 1997. Хавана, 563, 94,3 657,3
- 2005.  , 584, 96,4, 680,4

AR40
Треће место
- 1997. Хавана, 389, 101,7, 490,7
- 2007. Минхен, 398, 102,4, 500,4
- 2007. Сиднеј, 397, 102,7, 499,7